# Cromwell (танк)
Крейсерський Mk VIII,A27M,«Кромвель» (англ. Cruiser Mk VIII Cromwell) — британський середній крейсерський танк періоду Другої світової війни. Названий на честь Олівера Кромвеля, лідера Англійської революції XVII століття.

## Історія
Був створений у 1941 — 1942 роках фірмою BRCWc та вироблявся серійно з осені 1943 по 1945 рік. Всього було випущено 1070 танків, також чимала кількість машин була отримана шляхом модернізації танків Mk VIII «Кентавр» до стандарту «Кромвеля». У ході виробництва танк постійно модернізувався. «Кромвель» активно використовувався британськими військами у Північно-Західній Європі в 1944 — 1945 роках, значна частина випущених машин також була передана союзникам Великої Британії. «Кромвель» залишалися на озброєнні до 1950-х років, частина з них була переобладнана у танки «Чаріотір».

## Двигун
Танк Mk.VIII (А27М) Cromwell оснащувався двигуном Rolls-Royce Meteor, що був танковим варіантом авіаційного мотора Merlin III. У двигун, призначений для установки на танк, були внесені зміни: замінені насоси: системи охолодження, паливний і масляний; стала іншою нижня частина двигуна, пристосована до монтажу на нову підмоторну раму; змінилася система вихлопу.
Двигун Rolls-Royce Meteor — карбюраторний, чотиритактний, 12-циліндровий V-подібний рідинного охолодження потужністю 560—600 л. с. при 2550 об / хв. Кут розвалу блоків циліндрів — 60 °. Діаметр циліндра — 137,16 мм, хід поршня — 152,4 мм. Робочий об'єм двигуна — близько 27 000 см³. Маса сухого двигуна — 610 кг. Паливом служив етиловий бензин з октановим числом не нижче 67.
Паливні баки розташовувалися по обидва боки від двигуна. Правий бак вміщав 273 л, лівий — 255 л. На кормі міг бути встановлений додатковий циліндричний бак на 27 л. Витрата палива на 100 км шляху: при русі по шосе — 280—420 л, по пересіченій місцевості — 420—560 л.
Маслобаки розташовувалися так — справа на 39 л, зліва на 27 л. Використовувалося масло типу 10 H.D. (М.160). Витрата масла становив 7 л на 100 км. У башті був масляний бачок (близько 2,5 л) з маслом типу Wesco для змащення механізмів гармати і кулеметів.
Ємність системи охолодження — 64 л. Вона складалася з двох радіаторів і резервуара з охолоджувальною рідиною. Для охолодження служили вода або етиленгліколь.

## Ходова частина
У ходової частини Кромвеля використовувалася підвіска Крісті, успадкована ним від серії крейсерських танків «Крусейдер». З кожного борта ходова частина складалася з п'яти великих здвоєних опорних ковзанок, лінивця і розташованого ззаду ведучого колеса зі знімними зубчастими вінцями.
Гусениці Кромвеля — сталеві, дрібнозвечаті, цівочного зачеплення. На машинах ранніх випусків гусениця мала ширину в 356 мм і складалася з 125 траків, на машинах більш пізніх випусків гусениця мала ширину 394 мм, на останніх при довжині опорної поверхні 3730 мм, питомий тиск на ґрунт становило 0,97 кг / см².

## Озброєння
Основним озброєнням «Сентра» ранніх випусків була 57-мм гармата Мк III. Довжина ствола гармати — 43 калібру / 2394 мм, початкова швидкість бронебійного снаряда — 808 м / с. Згодом вона була замінена на Мк V, «Кромвель» відразу отримували такі гармати. Довжина ствола цієї зброї дорівнювала 50 калібрів / 2850 мм, а початкова швидкість бронебійного снаряда — 853 м / с. Ці гармати призначалися виключно для боротьби з танками, так як в боєкомплекті були відсутні фугасні, осколкові або шрапнельні снаряди. У боєкомплект входили тільки бронебійні: повні і з зменшеним зарядом, згодом з'явилися підкаліберні [3]. Наведення гармати було архаїчним — за допомогою плечового упору.
Гармати використовували телескопічний № 33 приціл, який мав поле зору 20 ° і збільшення в 2 ×. У порівнянні з радянськими, американськими і німецькими прицілами вони представляли застарілу конструкцію з недостатнім збільшенням [4].
Уже в середини 1941 року британська військові усвідомили, що гармата танка не відповідає сучасним вимогам. Ті, хто безпосередньо воював в Африці, вважали за необхідне оснастити танк 75 мм гарматою з бронебійними й осколково-фугасними снарядами. Тому було визнано за необхідне озброїти британські танки гарматою з характеристиками не гірше, ніж пізніх варіантів танка M3. Нарешті британські генерали усвідомили той факт, що без гармати з збалансованими бронебійними і фугасними снарядами танк не може бути повноцінним [5]. У грудні 1942 року було вирішено поєднати ствол 75 мм французької гармати [6] з Казенник і маскою 57 мм гармати, але тільки в березні 1944 року гармата була придатна для бойового застосування, але на той час вона вже застаріла [3].
Гармата встановлювалася на цапфах в лобовій частині башти, в спареної з кулеметом установці. Вертикальне наведення, для 75-мм гармати Мк V в межах -12,5 … + 20 °, вперше в британському танкобудуванні здійснювалася за допомогою гвинтового механізму, а не плечовим упором, горизонтальна наводка — виключно поворотом башти. Гармата використовувала телескопічний № 50 × 3L MK 1 приціл [7], розроблений на базі німецького TZF-5b [4].
Танк Centaur IV (A27L) 95 мм гаубицею
Затвор клиновий, напівавтоматичний. Маса гармати 314 кг. Довжина стволу - 36,5 калібрів замість 37,5 у американської гармати М3. Гармата оснащувалася однокамерним дульним гальмом. Початкова швидкість бронебійного снаряда 615 м / с (620 у американської) [3]. Обидві гармати могли використовувати однаковий асортимент боєприпасів: унітарні постріли до 75-мм польової гармати зразка 1897 року і американської танкової гармати 75 mm M3 L / 37,5. Боєкомплект гармати складався з 64 пострілів (23 розміщувалися в башті, інші в корпусі). У боєкомплект могли входити постріли з каліберного (М62, М72) бронебійними, осколково-фугасними (М48, М48Р) і димовими снарядами. Гармата поступалася по балістичних характеристиках американським і німецьким гарматам аналогічного калібру. Американська гармата М3 пробивала на 1 мм більше, а німецька гармата 7,5 cm KwK 40/48 була набагато могутніше британської гармати [8] і мало на 30-40 % краще бронепробиття[9]. А «Шермани» з січня 1944 року випускалися з гарматою M1, калібру 76,2 мм, довжиною ствола 55 калібрів. Ці гармати поступалися Ф-34 в ефективності осколково-фугасної снаряда, так ОФ-350, який мав заряд вибухової речовини в 710 г і при вибуху давав 870 забійних осколків в радіусі 15 м, а 75-мм снаряд, що застосовувався в німецьких KwK 37 і KwK 40, мав вагу 5,74 кг і містив 680 г вибухової речовини, при вибуху давав 765 забійних осколків в радіусі 11,5 м [10]. Американський осколково-фугасний 75-мм снаряд M48, що застосовувався також в британських танкових гармат цього калібру, мав масу в 6,62 кг і містив 670 г вибухової речовини та поступався радянським і німецьким осколково-фугасним снарядів в ефективності [11].
Третьою гарматою, якої озброювалися «Кромвель» була 95 мм гаубиця. Вона була поєднанням укороченого ствола калібром 95 мм (3,7 дюйма) з казенною частиною і замка 87,6 мм (25 фунт) гаубиці-гармати. Гаубиця монтувалася в стандартній масці для 57/75 мм гармати, але це обмежило далекобійність до 2300 метрів. Після збільшення кута піднесення дальність зросла до 5000 метрів. Гаубиця була прийнята на озброєння в лютому 1943 року.

## Модифікації
Centaur Mk I (A27L) — базовий варіант, гармата QF 6 pounder (57 мм), вироблено 1059 одиниць, використовувалися тільки в навчальних частинах
   Centaur Mk II — відрізнявся від Mk I ширшими гусеницями і відсутністю курсового кулемета. Експериментальний зразок.
   Centaur Mk III — Centaur Mk I, переозброєний гарматою Ordnance QF 75 mm. У 1943 році більшість Centaur Mk I були переобладнані в Mk III, плюс 233 машини були побудовані з нуля.
   Centaur Mk IV — 114 машин, обладнані гаубицею Ordnance QF 95 mm howitzer, єдині «Кентаври», які брали участь в бойових діях.
   Centaur AA Mk I — танк ППО, башти від Crusader AA Mk II на шасі Centaur. Озброєння було представлено спаркой 20 mm Polsten.
   Centaur AA Mk II — аналогічний попередньому, але на базі башт Crusader AA Mk III.
   Cromwell Mk I (A27M) — базовий варіант, фактично ідентичний Centaur Mk I, але побудований з новою руховою установкою на базі двигуна Meteor.
   Cromwell Mk III — танк «Кентавр», модернізований до стандарту «Кромвеля», двигун Meteor V12.
   Cromwell Mk IV — модернізовані «Кентаври» Mk I і Mk III з 75-мм гарматою QF 75 mm.
   Cromwell Mk V — «Кромвель» з 75-мм гарматою QF 75 mm.
   Cromwell Mk Vw — варіант зі звареним корпусом і збільшеною до 101 мм завтовшки лобової броні корпусу і башти.
   Cromwell Mk VI — варіант «Кромвеля» з 95-мм гаубицею.
   Cromwell Mk VII — варіант з посиленим бронюванням (корпус тип «е»), модернізована підвіска, розширені гусениці 15,5, поліпшена коробка передач, макс швидкість 51 км / ч.
   Cromwell Mk VIII — варіант, аналогічний Mk VII, але озброєний 95-мм гаубицею, з'явився в результаті модернізації танків Кромвель 1, 3, 4, 5, 6, збільшення бронювання до 101 мм.

## Перебував на озброєнні
- Велика Британія
- Польща — близько 250—300 штук, переданих їм Великою Британією в 1943—1947 роках танків
- — 190 танків, переданих їм Великою Британією
- Австрія — 56 танків
- Йорданія — 50 танків
- СРСР — 6 танків
- Фінляндія — 35 танків
- Ізраїль — 10 танків
- Організація звільнення Палестини